# Diogo Monteiro
Diogo Pinheiro Monteiro (* 28. Januar 2005 in Genf) ist ein portugiesisch-schweizerischer Fussballspieler.

## Karriere

### Verein
Monteiro begann seine Laufbahn bei Étoile Carouge, bevor er 2017 in die Jugend des Servette FC wechselte. Im August und Oktober 2020 absolvierte er insgesamt zwei Partien für die zweite Mannschaft in der fünftklassigen 2. Liga interregional. Am 6. März 2021, dem 24. Spieltag, gab er beim 2:1 gegen den FC Basel als 16-Jähriger sein Debüt für die erste Mannschaft in der erstklassigen Super League, als er in der 89. Minute für Théo Valls eingewechselt wurde. Dies blieb sein einziger Profieinsatz in dieser Spielzeit. Er wurde somit zum jüngsten je eingesetzten Innenverteidiger in der Geschichte der Swiss Football League.
Am 31. Januar 2023 gab der englische Erstligist Leeds United die Verpflichtung Monteiros bekannt.

### Nationalmannschaft
Monteiro bestritt bislang 13 Spiele für portugiesische U-Nationalmannschaften, wobei er ein Tor erzielte. Derzeit steht er im Kader der U-16-Auswahl.